# 鄭昭
达信大帝（皇家轉寫：Somdet Phra Chao Taksin Maharat 发音ⓘ；1734年4月17日—1782年4月7日），即郑昭，是泰国历史上吞武里王国建立者和唯一一位君主，1767年至1782年在位。原名信（สิน）、郑信，又名郑新、鄭生、郑国英、郑国华。在漢文文獻中也被稱為甘恩敕、丕雅新。泰国华人习称其为郑王或郑皇。
郑昭原为暹羅阿瑜陀耶王国的一名将领，其父是中國廣東潮汕民系的移民，来自今汕头市澄海区。缅甸贡榜王朝吞并暹罗之后，郑昭起兵反抗缅甸的统治，他平定了各方割据势力并最终驱逐了缅甸侵略者。1769年，郑昭自立为王，自称博龙拉乍四世（สมเด็จพระบรมราชาที่ 4）并建立吞武里王国。在位期间，郑昭击退了缅甸的再次入侵，征服了兰纳、万象、琅勃拉邦、占巴塞，并确立了对柬埔寨的宗主权。此外，郑昭还致力于推进泰国的教育事业和宗教发展，并积极同中国、英国与荷兰展开贸易活动。郑昭晚年受到精神疾病的困扰，加之其改革损害了部分贵族的利益，引发官员及僧侣的不满，1782年，他在一次宫廷政变中被废黜。郑昭的好友昭披耶扎克里将军自柬埔寨归国平定叛乱之后处决了郑昭并自立为王，建立了扎克里王朝的拉达那哥欣王国。
今日的泰国人对郑昭非常尊崇，尊稱他為達信大帝或吞武里大帝（皇家轉寫：Somdet Phra Chao Krung Thon Buri）。他也被泰国人认为是泰国历史上的“五大帝”之一。

## 早年生活

### 年幼及受教育
郑昭于1734年4月17日出生在大城府（阿瑜陀耶府）。郑昭的父亲名郑镛（又名鄭偃，原名鄭達），是阿瑜陀耶王国税官，具有潮汕民系的血统，来自大清廣東省潮州府澄海縣華富村（今汕头市澄海区广益街道华富社區）。郑镛原名郑达，在雍正年间南渡暹羅，居大城府华富里，成为一位摊主，致富后改名为镛。郑昭的母亲諾央是一名出身貴族的暹羅女子，這也是他後來受到擁戴的原因。不過也有學者認為鄭昭的母親也是華人。
年幼时，阿瑜陀耶王国的首相昭披耶·扎克里·穆即对他印象深刻，将其收为义子，给他取名为“信”（สิน），在泰语中意思是“财宝”。7岁时，开始在一所上座部佛教僧院接受教育。经过7年的学习后，得到义父的推荐，成为一名王家侍从。他学习了潮州话、越南语以及数种印度的语言，并能流利地使用它们。在此期间他取了越南语名字“郑国华”。

### 事业初期
此后，郑昭出家为僧三年，随后，他侍奉国王厄伽陀。他被派往达府担任副府尹，守卫这片处在缅甸威胁之下的地区。后来，他被提拔为总督，授予披耶达的头衔，从此以后被称为达信。
1764年，缅甸军队袭击了暹罗南部地区。在玛哈·瑙亚塔的率领下，缅甸军队大获全胜，直逼碧武里府。郑昭同另一位将军戈萨提博提（Kosadhibodhi）率军防御，将其击退。翌年，达信成为甘烹碧府总督，被授予“披耶瓦集拉巴甘”（Phraya Vajiraprakarn）的头衔。但他并未前去任职，因为缅甸军队攻打首都阿瑜陀耶，他很快就被召回负责首都的防卫。暹罗与缅甸军队在阿瑜陀耶激战了一年多，在此期间，郑昭遭遇了不少挫败，但却越挫越勇。

### 抵抗和取得独立

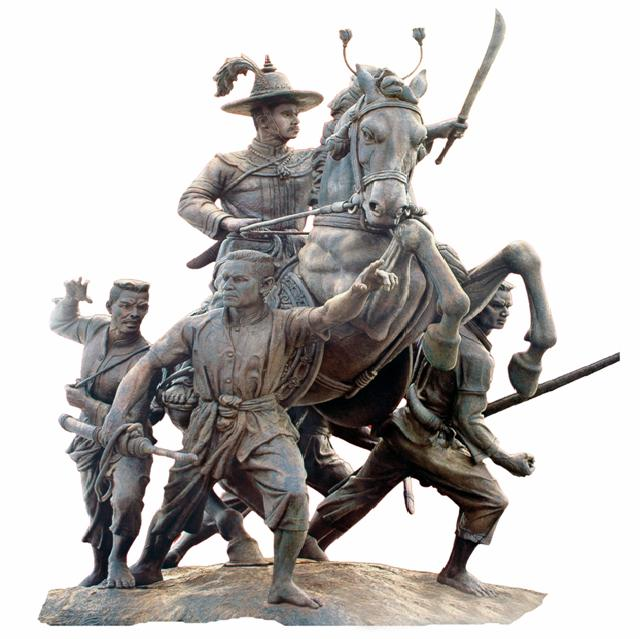
庄他武里的郑昭雕像

1766年1月3日，就在阿瑜陀耶沦陷前不久，郑昭率领500名士兵冲出了城市。这一行动从来没有得到充分解释，郑昭和他的追随者如何冲出缅甸的包围至今仍是一个谜。
1767年4月7日，阿瑜陀耶受到大量缅甸军队的包围。阿瑜陀耶被毁，暹罗王厄伽陀死去。暹罗全国分裂为六个部分，郑昭控制着东海岸。郑昭声称收到了神谕，决定要袭击并占领春武里府。他先與总督和谈，要求开城投降，但遭到了断然拒绝。随后，他趁夜发动突袭，于1767年6月15日占领了这座城市。春武里府和达叻府并未遭到缅甸人的屠杀，因而被郑昭选为反抗缅甸侵略的根据地。人们纷纷前来投奔，郑昭的队伍迅速壮大。随后，郑昭来到了泰国湾东海岸的罗勇府，在那里他被拥戴为大公。
缅甸军队彻底洗劫阿瑜陀耶之后，对占领这座暹罗的都城并未抱有太大兴趣，留下了苏基（Suki）将军率领少量部队占据这座残破的城市。缅甸人将兵锋转向了北方，对中国发起进攻。1767年11月6日，郑昭组织了一支5,000人的军队，在激励下，沿昭披耶河乘船而上，成功地击退了缅甸军队，占领了吞武里，处决了缅甸任命的暹罗人总督通因（Thong-in）。随后，他大胆地袭击了驻扎朴讪东（Phosamton，在阿瑜陀耶附近）的缅甸军队主力，迅速击败了他们。缅甸人战败溃逃，郑昭在阿瑜陀耶失陷的七个月后收复了这座城市。随后，扎克里公爵的帮助下，打败了他的对手，统一了全国。

### 建立首都

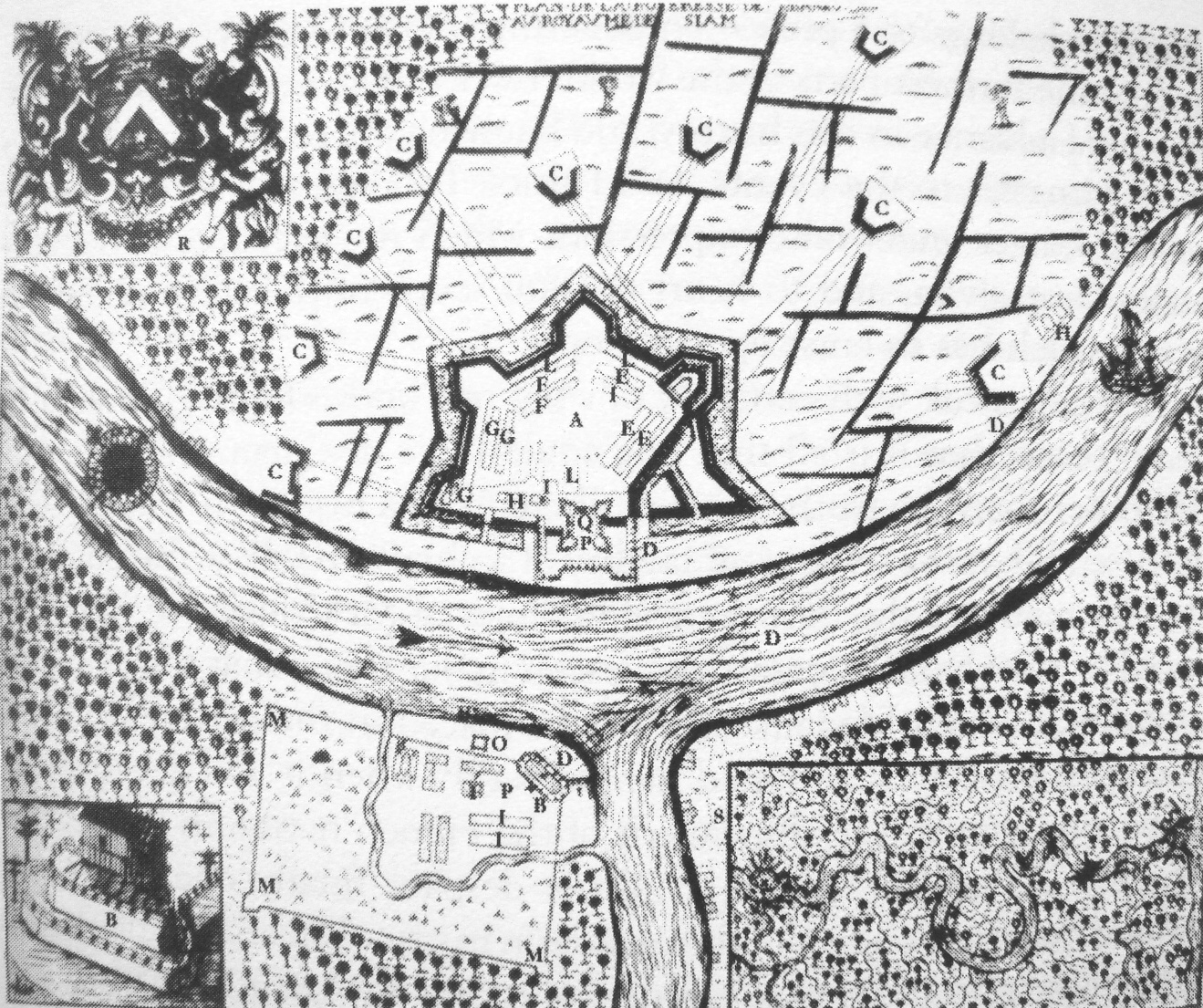
位於昭披耶河右岸（西岸）的吞武里村莊（此地圖的左下角），面對著曼谷要塞。此圖描繪的是1688年曼谷包圍戰時的情形。

鄭昭透過重要步驟證明自己是配得上繼承王位。他使用恰當的方式對待倖存的前王室成員，並給厄伽陀一個盛大的火葬儀式，並解決建立首都的問題。鄭昭可能認為阿瑜陀耶城已被摧毀，修復它會使國家資源造成壓力。緬甸人相當熟悉阿瑜陀耶的弱點，萬一重建後緬甸人前來襲擊，他不足以有效地防禦這座城市。考慮到這些，他將首都建立在了吞武里，這裡比阿瑜陀耶更靠近海邊。吞武里不僅於陸路難攻，它也防止了其他野心家的武器和軍事補給獲取，使他們不能在昭披耶河進一步建立自己的獨立王國。吞武里是一個小鎮，鄭昭可以獲得包括士兵和稅收在內的武裝力量，可以建築防禦工事。如果鄭昭將其建造地可以對抗敵人進攻，他可以使軍隊上船並撤退到莊他武里。
鄭昭在競爭者中勝出歸因於他的戰鬥才能、領袖能力、作戰英勇，且有效地組織軍隊。他常常在作戰時身先士卒，以激勵士氣。有兩位在獨立戰爭中將自己命運與他捆綁在一起的官員，且是被消滅的割據自立的貴族，後來在泰國歷史上扮演重要角色。他們的父親持有拍·阿颂孙东缅拉（Pra Acksonsuntornsmiantra，พระอักษรสุนทรเสมียนตรา）這個頭銜，長子是通鑾，於1737年生於阿瑜陀耶，後來成為扎克里王朝的建立者；弟弟汶瑪比其年幼六歲，成為他的副手。
通鑾在阿瑜陀耶陷落之前獲封銮·裕甲巴（Luang Yokkrabat），負責王宮保衛工作，並擔任叻武里總督；汶瑪則獲授奈·索钦达（Nai Sudchinda）這一頭銜。銮·裕甲巴因此在阿瑜陀耶陷落期間不在城中，而奈·索钦达則成功逃離該城。然而，鄭昭在莊他武里集合軍隊，奈·索钦达帶領隨從加入了他，因此他的戰力得以提升。由於此前就相識的緣故，鄭昭十分高興，將汶瑪提拔為拍·玛哈蒙提（Pra Mahamontri）。鄭昭登基後不久，在拍·玛哈蒙提的推薦下，任命銮·裕甲巴為王宮禁衛，並將其提拔為拍·拉差林（Pra Rajwarin）。後來在對外戰役中，他們於數年內迅速獲得提升，拍·拉差林成為了扎克里公爵，拍·玛哈蒙提成為了素拉西公爵。

## 统治

### 即位

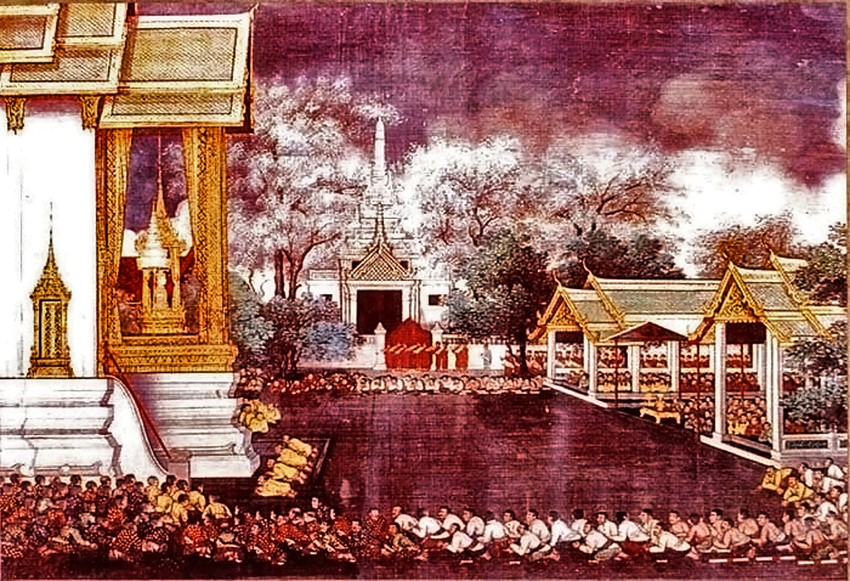
达信大帝的登基大典

1767年12月28日，郑昭在吞武里的吞武里宫即位为暹罗国王，取博龙拉乍四世（Boromraja IV）和拍西讪佩（Phra Sri Sanphet）为王号，然而却以达信大帝之名为泰国人所知。郑昭之所以没有回到阿瑜陀耶而是选择了吞武里，是因为吞武里距离大海仅仅二十公里，适宜发展对外贸易。然而终其在位，他一直在镇压内乱、抵御外敌和扩张领土，没有时间将其建设为大城市。

### 五个割据国家

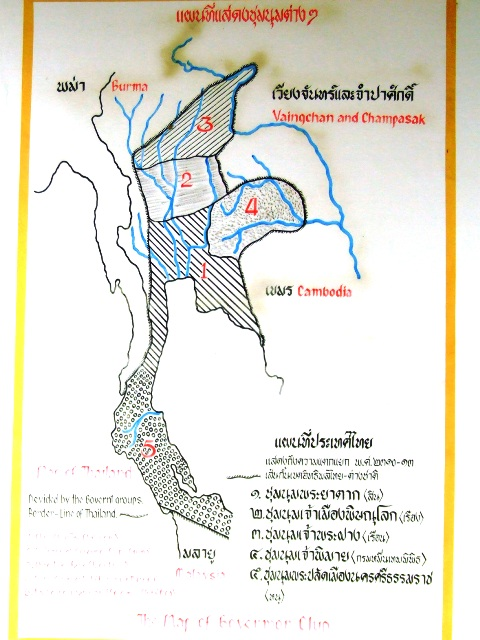
1767年後的五個割據王國，鄭昭佔據1的地區，並在1769年統一五國

阿瑜陀耶陷落之后，暹罗的中央政权消失，陷入了分裂。除了郑昭之外，波隆摩阁的儿子公摩萬·貼披披（Teppipit）占据着东南一带的呵叻府。彭世洛府总督琅（Ruang）宣布独立，他的领地延伸到了那空沙旺。在彭世洛以北的程逸府，僧侣銮（Ruan）自称亲王。暹罗南部直到春蓬府的各府由那空是贪玛叻的总督拍·巴叻（Pra Palad）控制，拍·巴叻也自称亲王。
在巩固了自己在吞武里的统治之后，郑昭决定剿灭这些割据势力。他亲自征讨彭世洛，却遭到挫败，郑昭决定集中力量攻打最弱的一个。1768年，呵叻的貼披披被镇压并处决，郑昭的侄子昭·那拉索里亚翁（Chao Narasuriyawongse）被任命为总督。拍·巴叻被击败，被北大年总督逮捕。郑昭赦免了他，将他囚禁在吞武里。

### 战争与叛乱
辛標信從未放棄自己讓暹羅屈服的計劃，得知鄭昭將吞武里作為自己的首都後，他於1767年命令土瓦總督征服暹羅。緬甸軍隊進軍至吞武里以西的沙沒頌堪府，但被鄭昭擊退。中國軍隊入侵緬甸，辛標信被迫撤回自己的軍隊以抵抗中國人。
在與中國達成和平協議後，緬甸王於1774年派遣另一支5000人的小規模軍隊入侵暹羅，但在叻武里府的邦胶（Bangkeo）被暹羅軍隊徹底圍困，甚至絕食，迫使緬甸軍隊向鄭昭投降。鄭昭本可以將他們全部屠殺，他也希望這麼做，但他最終將他們活捉，以此來提升暹羅人的士氣。隨後，在北碧府的緬甸援軍被肅清。辛標信並未被此次戰敗嚇倒，他試圖再次征服暹羅。1775年10月，他派瑪哈·希哈修亞大舉入侵暹羅，這次也是緬甸在吞武里王國時期規模最大的入侵。希哈修亞是對中國戰爭中最高等級的將軍，他在入侵前不久曾鎮壓了一場孟族叛亂。

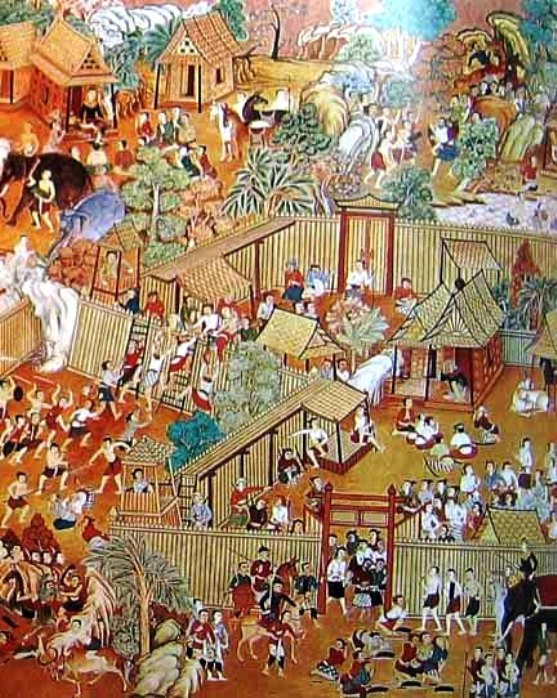
叻武里府的邦胶之战

緬甸軍隊穿越暹羅要塞梅拉毛關口（Melamao），進軍彭世洛，途中佔領披猜和素可泰。希哈修亞提及彭世洛總督素拉西公爵時，稱之為「披耶素」（Phraya Sua）或「老虎」，證明了素拉西的冷血和決斷。緬甸軍隊後圍困由扎克里公爵和素拉西公爵兄弟二人鎮守的彭世洛。暹羅士兵將緬甸人阻止在城墻之外長達大約四個月。扎克里公爵發起反攻，將緬甸人驅逐回自己的兵壘中。得知此事後，希哈修亞安排了一場會見。在見面期間，希哈修亞讚揚了扎克里的將才，並建議他愛護自己。希哈修亞還預言他未來一定會成為國王。如果說希哈修亞的目的是離間鄭昭和扎克里的關係的話，他失敗了，因為二人在隨後的軍事擴張中親密合作。
儘管鄭昭在盡力襲擊緬甸的後方，但由於缺乏食物，扎克里和素拉西再也無法守住彭世洛了。在召集大部份居民之後，他們成功衝破敵人的防線，並將碧差汶作為新的指揮部。1776年3月底，希哈修亞進入這座被遺棄的城市，但隨即面對著食物短缺問題。在此時刻，新繼位的新古王指示他撤離暹羅土地。因此希哈修亞率領軍隊離開了暹羅，但殘餘勢力仍舊繼續對抗，直到同年9月被驅逐出國。
鄭昭認為，只要清邁一天被緬甸人統治，暹羅北部就會時刻遭受緬甸人的侵襲。維持這塊地域和平的先決條件是將緬甸人逐出清邁。1771年，清邁的緬甸總督率軍南下圍攻披猜，但被鄭昭擊退。鄭昭跟隨緬甸軍隊是為了學習他們的長處。他的軍隊沒有準備對城池發動直接攻擊。在遭遇頑強抵抗後，他撤退了，大概是相信一個關於兩次試圖奪取清邁的古老的預言。那萊王在佔領清邁前曾兩次試圖奪取此地。
鄭昭第二次遠征清邁是以緬甸人未能佔領披猜而開頭的。1773年，緬甸軍隊威脅披猜，但遭伏擊並被打垮。披猜的總督披耶披猜參與對緬甸軍隊的一場白刃戰，直至自己兩把長刀都被砍斷，因此也贏得了「斷劍」之名。扎克里公爵和素拉西公爵率領一支暹羅軍隊抵達南邦的時候，緬甸將領披耶·差班（Phraya Chaban）和披耶·甲威叻（Phraya Kawila）叛變並且加入他圍困清邁的隊伍中。隨後鄭昭加入了他們。此城於1775年1月落入暹羅軍隊手中，但緬甸總督及指揮官帶著家小成功逃離了。在回吞武里前，鄭昭給參戰有功的人員授予榮銜。披耶·差班被任命為清邁總督，授予爵位披耶·威迁帕甘（Phraya Wichienprakarn）；披耶·甲威叻和披耶·韦翁（Phraya Waiwongsa）則分別被任命為南邦和南奔總督。扎克里公爵留下協助他們以平定北部，包括寮國的各國。緬甸國王將寮國各國當作維護緬甸在更遠的東部地域權力的基地，亦及應奪取琅勃拉邦、萬象和清邁，故而一支6000人的緬甸軍隊於1776年被派往那裡。緬甸軍隊入城，但素拉西公爵率領的暹羅援軍到達，並將之逐出。清邁遭遇了近期的戰役後，其人口急劇減少且一貧如洗，倘若緬甸在此進攻，該城市無法進行防禦。鄭昭拋棄了這座城市，將其剩餘人口轉移到南邦。清邁因而成為一座空城長達十五年之久。在未來幾年，鄭昭成功控制了清邁，在多次軍事戰役之後，於1779年將柬埔寨變成暹羅的附庸國。

### 对外扩张

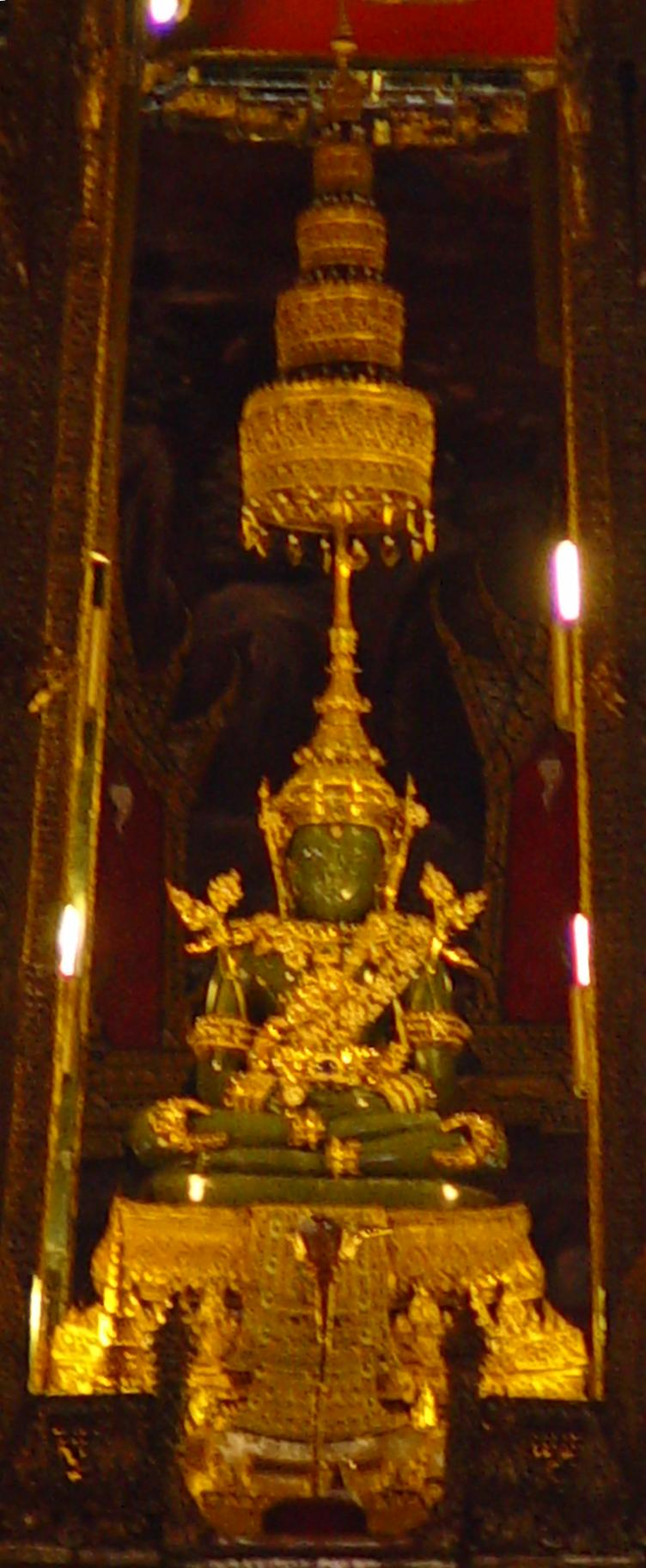
身穿夏装的玉佛

1769年，柬埔寨陷入动荡，乌迭二世（Narairaja）与安农二世（Ramraja）争夺王位。乌迭在越南人的支持下击败了安农。安农自称国王，并向暹罗请求庇护。这给了郑昭重建暹罗对柬埔寨宗主权的机会。他派遣一支军队协助安农归国掌权，但没有成功。
占巴塞被吞并间接促使郑昭派遣军队对抗万象。1777年，占巴塞国王支持娘隆总督反抗暹罗王室的统治。郑昭派扎克里公爵前去征讨，逮捕并处决了娘隆总督。在素拉辛哈那的援军的帮助下，扎克里追击到了占巴塞，将国王Chao O及其摄政逮捕并立即斩首。占巴塞被并入了暹罗，郑昭对扎克里的战胜非常高兴，封他为“瑪哈·甲沙色大公爵”（สมเด็จเจ้าพระยามหากษัตริย์ศึก），意思是“镇压者昭披耶，权力引人注目、令所有城市畏惧的伟大战士之王”，为有史以来最高的贵族头衔。
1770年，郑昭发起战争，对抗越南阮主在柬埔寨的统治。根據越南史料的記載，鄭昭攻打柬埔寨的目的是為了將阿瑜陀耶殘餘勢力連根拔除。據記載，阿瑜陀耶的兩位王子逃到外國，昭西桑（เจ้าศรีสังข์，二王探馬提貝之子）逃往柬埔寨；昭最（เจ้าจุ้ย，阿派王子之子，國王泰沙之孫）逃往河僊鎮，受到越南河僊鎮都督鄚天賜的收留。在经历过几场小败仗之后，暹罗柬埔寨联军于1771年和1772年击败了阮军，并使安农二世重登王位。这些战败激起了越南国内的叛乱，随后叛乱的西山起义军迅速推翻了阮主政权。1773年，阮主同郑昭达成和解，将他们控制的一些柬埔寨领地归还给了暹罗。
1771年，鄭昭入侵河僊鎮，並將之佔領。鄚天賜逃往嘉定（今胡志明市），尋求阮主避難。鄭昭任命潮州人披耶·披披（陳聯）擔任新的河僊總督。鄚天賜不得不在嘉定滯留了兩年。直到1773年暹羅與阮主達成和平協議後，暹羅軍隊撤離，他才有機會回到河僊。
西山起義爆發後，鄭昭雖然曾與越南人在柬埔寨發生衝突，但還是給越南避難者提供庇護，這些人中大部份是阮主的官僚和將領。其中一位避難者就是原河僊鎮都督鄚天賜，此人被鄭昭授予“披耶·拉差社提·阮”（พระยาราชาเศรษฐี ญวน）的爵位。阮福映在繼承阮主之位後試圖尋求與暹羅同盟，但在西山軍重要將領阮惠的離間下，鄭昭處決了數名越南避難者，並將其他人員流放到遙遠的邊疆。此後，暹羅與越南阮軍在柬埔寨重新發生了衝突。
暹罗军队虽然于1771年将安农二世推上王位，但他却退往柬埔寨东部。两位王子达成妥协，安农担任国王，乌迭担任副王，由王子安丹（Ang Tam）担任摄政。然而这一妥协却是不如人意的，安丹被谋杀，副王乌迭突然死亡。不少重要官员认为是安农制造了他们的死，在王子召華塔拉哈 (穆)（ចៅហ្វាទឡ្ហៈមូ）的率领下发动叛乱，1780年将安农抓获，投入河中溺死。塔拉哈立乌迭年仅四岁的儿子安英为国王，并自封摄政。这与郑昭的政策发生对立。郑昭派20000人，由扎克里率领入侵柬埔寨，欲立自己的儿子因他拉披他为新的柬埔寨王。塔拉哈在越南军队的帮助下在金边抵抗暹罗军队。然而就在战争开始之前，暹罗国内发生重大骚乱，扎克里决定率军回国，将指挥权交给了素拉辛哈那。
在万象，大臣帕沃反叛万象的亲王，随后逃到占巴塞境内，驻扎在乌汶附近的东莫登。帕沃向暹罗人投降，但暹罗军队撤离之后，帕沃遭到万象军队的袭击，被捕处决。此事件立刻被郑昭当作是对对自己的巨大侮辱，1778年，令扎克里率20000人入侵万象。对万象充满敌意的琅勃拉邦亲王为求自保向暹罗屈服，派兵追随扎克里围攻万象。
在围城四个月之后，暹罗人占领了万象，将玉佛和勃拉邦佛劫掠到了吞武里，万象亲王成功逃脱并开始逃亡生涯。万象和琅勃拉邦成为了暹罗的附庸国。

### 经济、文化和宗教

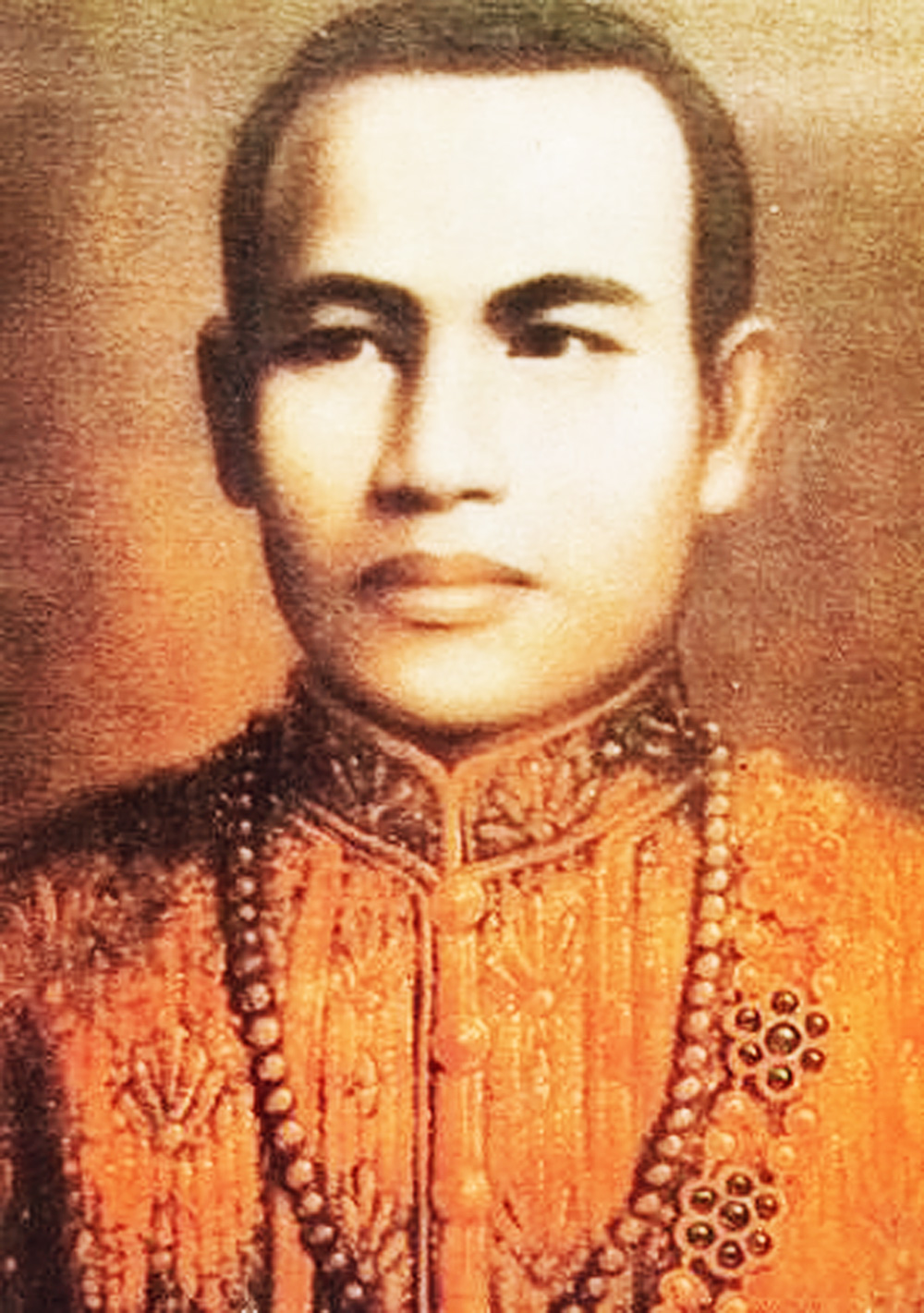
鄭昭畫像，羅馬國家博物館藏

鄭昭建立首都吞武里的時候，民不聊生，食不果腹，衣不蔽體。鄭昭十分注意自己的困境，為了使即位合法化，他優先處理經濟問題。他自己出高價來吸引外國商人，讓他們帶來足夠的基本必需品來滿足百姓的需求。隨後向饑餓的百姓分發糧食和衣服，並遣送他們回自己的家鄉。國家秩序恢復了，經濟也漸漸復蘇。1767年，鄭昭派遣三個外交使團來到中國，此時的中國處在清乾隆帝的治下。鄭昭在位第一年，由於他沒有對阿瑜陀耶王位的繼承權，而昭最和昭西桑這兩位王子又在國外尋求政治避難，清朝拒絕了他的請求。六年之後的1772年，中國承認了他暹羅合法統治者的地位。
1777年起的文獻指出，來自泰國的重要商品為琥珀、黃金、有色寶石、砂金、半寶石、硬鉛等。鄭昭鼓勵華人（大部份來自潮州）來暹羅定居，在一定程度上有讓停滯的經濟復蘇，以及提升當地勞動力的意圖。鄭昭在位的大部份時間為了維持國家獨立而戰鬥。華人社群在經濟的影響力隨著時間而擴大，許多來自阿瑜陀耶的貴族轉而反對他與中國商人結盟。反對者主要由汶那家族領導，這一家族是有波斯血統的商人權貴家族，世代擔任外交大臣職務。
暹羅人的帆船來到葡屬印度的蘇拉特，然而正式外交關係未能建立。1776年，英國的弗朗西斯·萊特向鄭昭贈送了1400桿燧發槍以及其他若干貨物作為禮物。此後暹羅下令自英國進口槍械。1777年，二國互換國書，馬德拉斯總督乔治·斯特拉顿送給鄭昭一個裝飾有寶石的金質刀鞘。
1770年，登嘉樓和巴達維亞的當地人贈送給鄭昭2200桿散彈槍。此時的爪哇諸島由荷蘭共和國控制。
鄭昭深入致力於重建國家的法律秩序，以及執行一項公共福利計劃。佛教徒權威人士以及民眾間的惡習被適時糾正，食物、衣服及其他必需品分發給所需之人。
鄭昭對包括舞蹈和戲劇在內的藝術感興趣。有證據證明他於1769年鎮壓了昭·那空是貪瑪叻的勢力之後，將昭·那空的女舞者帶了回來。他召集從其他地方來的舞者一起，在吞武里以阿瑜陀耶的模式，訓練並建立了一支皇家劇團。他為皇家劇團寫了四段來自拉瑪堅中的插曲，讓他們排練並表演。
當他去北方鎮壓拍·方的勢力的時候，他看見北部的僧侶廢弛且無修養。他自首都邀請僧團的顯赫人物來這裡教導這些僧侶，使他們與佛教主要教義一致。雖然鄭昭致力重整阿瑜陀耶陷落之後衰落的佛教，然而他的統治過於短暫，因而無法深入實現。
吞武里王國的僧伽管理制度沿襲了阿瑜陀耶王國的模式。他也准許法國傳教士進入暹羅。與先前的一位暹羅國王一樣，他於1780年幫助他們建立了一個教堂。

### 与中国的关系

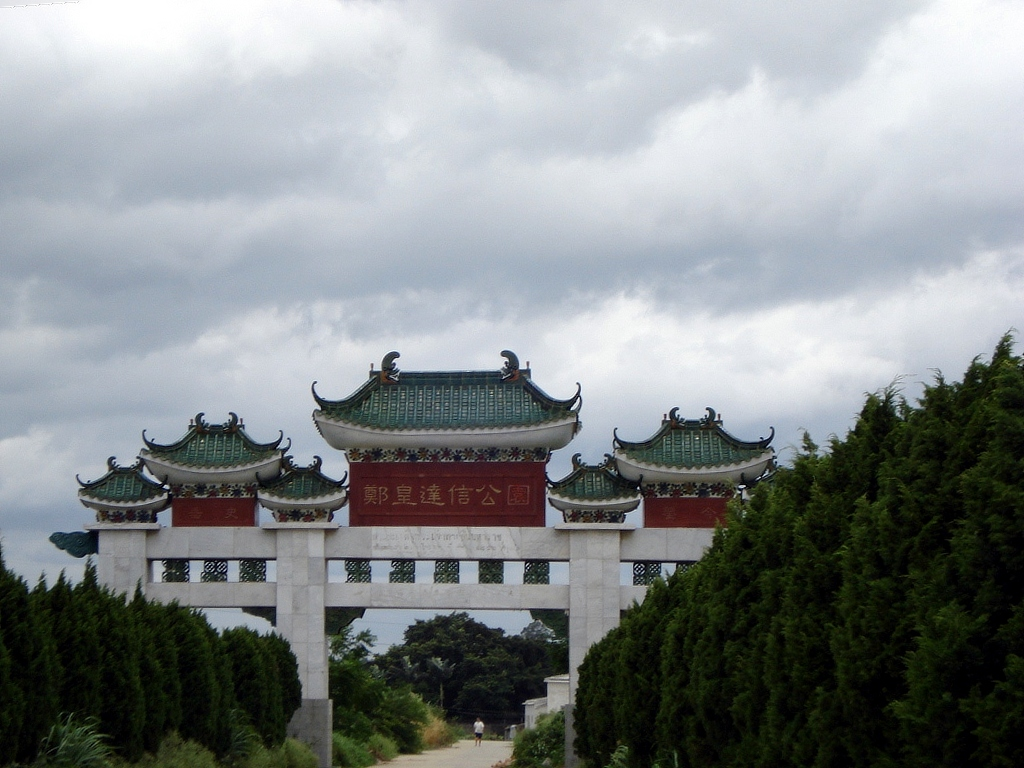
位於澄海的达信大帝衣冠塚入口

1767年阿瑜陀耶被緬甸攻陷後，中國與緬甸發生邊界衝突。鄭昭隨後派使臣前往清朝，希望维持与清朝的宗藩关系，宣稱阿瑜陀耶王統斷絕，自己起兵復國報仇，被國人推戴成為國王，請求賜予國王之印。然而他的企圖遭到河僊鎮都督鄚天賜的阻撓，鄚天賜透過外交途徑向中國聲稱鄭昭是一個篡位者。鄚天賜同時給予阿瑜陀耶王子昭最提供政治避難。
乾隆帝沒有幫助暹羅，但卻接受了他重新建立宗藩关系的請求，並將其看做是對抗緬甸的同盟。清代文書最初只稱之為“暹羅頭目”、“暹羅國長”，或以甘恩敕、丕雅新等名號稱之。後來清廷才承認了其暹羅國王身份，改稱其為鄭昭。「鄭昭」一名是他在請求清朝冊封的國書中所使用的名字；中國學者戴可來指出，「昭」即泰語，意思是「王」，這並非他的真名。根據清朝史料記載，繼鄭昭之後的拉瑪一世自稱是他的兒子「鄭華」，此後的泰國國王對清朝朝貢的時候都使用了鄭姓的中文名字。據現代學者考證，這是朝貢使團的華人翻譯國書時肆意歪曲內容所導致的，後來拉瑪四世決定斷絕同中國的朝貢貿易時曾發佈佈告，譴責他們篡改國書的行為。中國學者段立生則認為，鄭昭即位後曾請求清朝冊封自己為暹羅國王；但因鄭昭非王室成員登基導致長期不能得到清朝的承認。為避免類似事件發生，拉瑪一世在對清朝外交時假冒自己是鄭昭之子「鄭華」。事實證明十分奏效，不久後即得到冊封。此後，歷代泰王在對清朝朝貢時都使用鄭姓的中文名字。
在鄭昭繼位期間，當地潮汕僑商社群貢獻甚大。由於鄭昭具有一半的潮州人血統，他得以利用父系關係號召潮汕僑民。在短期內，這些潮汕僑民提供食物及戰爭所需貨物，使鄭昭能夠草創國家。長遠來看，這可以創造收益，用來支付國家開銷，以及各自皇室、貴族以及富商家庭的維持。
與之同時期的弗朗索瓦·亨利·圖爾平指出鄭昭為人慷慨，而赤貧者希望不再貧窮。鄭昭在位期間建立公庫來救濟百姓，以展現自己的仁慈。財產和人身安全重新得到保障。但他對犯罪分子異常嚴厲。法律法規被專制所取代，隨後導致了叛亂。
鄭昭祖先是潮汕人，因此受到泰國華人的尊崇，泰國華人以潮州話稱之為鄭王公（แต่อ่วงกง）。1921年，中國廣東省澄海縣华富村（今汕头市澄海区广益街道华富村）建立起鄭昭的衣冠冢及祖廟。據稱鄭昭的一個後裔將他的衣冠送回故鄉，以中國禮儀下葬。這也證實了這裡是鄭昭的故鄉。此衣冠冢在當地被稱為郑王墓，墓碑上書“暹罗郑皇达信大帝衣冠墓”。1984年12月5日，以“郑信衣冠墓”之名，列入澄海区文物保护单位。1997年，詩琳通公主曾拜訪此墓。現今衣冠冢周圍區域已被開闢為公園，以其名字命名為「鄭皇達信公園」。

### 晚年
泰国历史学家指出，血统的问题给郑昭不利影响，郑昭开始成为一名宗教狂热分子。从1781年开始，郑昭逐渐受到精神疾病的困扰。他认为自己是一尊未来的佛，期望把自己的血液从红色变为白色。他开始实践冥想，甚至向僧侣发表演讲。更严重地，他要求僧侣授予自己须陀洹的位阶，激起了暹罗佛教的教派分裂。拒绝屈服并尊他为佛的僧侣们都遭到降级，拒绝尊崇他的许多人遭到鞭打，罚作卑贱的苦力。
因为战争造成的经济紧张非常严重。饥荒、抢劫和犯罪蔓延各地。官场上充斥着腐败，发生许多官逼民反的事件。郑昭因而用严峻的刑罚处罚他们，酷刑拷打并处决高级官员，导致官员们对他普遍不满。
有些歷史學家認為鄭昭「精神失常」的傳說可能是改造的，目的是給他被推翻找藉口。然而，一位當時身處吞武里的法國傳教士支持鄭昭舉止怪異的說法，聲稱鄭昭把所有時間用於祈禱、齋戒和冥想，這麼做目的是想讓自己升入天空。傳教士們又聲稱，數年以來，暹羅國王對自己的身份以及住在暹羅或前來貿易的外國人極為煩惱。1781年，中國人發現自己幾乎被強迫放棄他們所習慣的貿易。1782年，煩惱使鄭昭近乎半瘋，比從前更加頻繁而且殘忍。他喜怒無常，將高級官員、妻子、兒子甚至王位的推定繼承人投入監獄、折磨、鞭打。他希望他們承認莫須有的罪名。
1782年，披耶·讪发动宫廷政变，叛軍在一夜之內控制了首都吞武里，鄭昭沒有任何抵抗就向叛軍投降了。他要求保住自己性命，進入黎明寺出家为僧。吞武里陷入大规模骚乱，全城充斥着杀戮和劫掠。政变发生后，得知消息的扎克里公爵自柬埔寨前线返回。二十八天後，扎克里公爵抵達吞武里，通过逮捕、侦查和惩罚的手段，迅速平定了叛乱。
根据《皇家泰国编年史》，扎克里决定判处郑昭死刑。扎克里認為鄭昭不道德且不公正，給國家造成了巨大傷害，因此無可避免地應該被處以死刑。该编年史称，郑昭被押到处决地点时，要求见扎克里将军一面，但被将军拒绝了。1782年4月10日，郑昭在吞武里宫旁的Wichai Prasit要塞前被斩首，其尸体被埋葬于Wat Bang Yi Ruea Tai。扎克里将军随后掌握了政权，自封为国王，称拉玛一世，建立扎克里王朝。
而越南的官方编年史则记载，扎克里下令在黎明寺前按照处死皇室成员的传统方法处决了郑昭，即将他装入天鹅绒制的麻袋中，用檀香木棍子活活打死。而另有史料称被打死于宫中的是郑昭的替身，其本人被秘密送往那空是贪玛叻山中，直到1825年才逝世。

## 對政變的評論
扎克里將軍在政變中的角色不明。越南官方史料聲稱，鄭昭在晚年患有某種精神疾病，他囚禁了扎克里和素拉西的家庭成員。這使兩兄弟焦慮和不滿，因而他們與越南將軍阮有瑞和胡文璘結為朋友。四位將軍發誓在患難的時候互相幫助。不久以後政變發生。扎克里迅速回到首都，平定叛亂並將鄭昭殺害。一些越南史料指出鄭昭被扎克里將軍暗中殺害，另一些指出他被判處死刑並被公開處決。披耶·訕也在這次事件中喪生。
另一個對此事件反駁觀點認為扎克里將軍事實上希望成為國王，並指控鄭昭是個中國人。隨後的歷史旨在對新繼位的拉瑪一世合法化。根據泰國歷史學家、作家、政治評論員尼提·堯西翁的說法，可以被視為一個新式領袖和開山之祖，他推動王國的權力下放，並產生具有中國商人血統的新一代貴族，而這些人是他在戰爭中主要的幫助者。另一方面，扎克里及其支持者是阿瑜陀耶的舊一代貴族，對此變化不滿。
然而，這忽視了扎克里自己本身也具有中國血統，而他也娶了鄭昭的一個女兒。史料並未提到此前二人有衝突。有國王和中國商人就饑荒期間米價控制權而發生衝突的記載。然而，在回到吞武里之前，扎克里將鄭昭的兒子召喚到柬埔寨並將其處決。總而言之，扎克里事實上是暹羅王國的最高級貴族，以首相之職管理國家事務。因此他最有潛力成為新領袖。
另一個對此事件的觀點是泰國欠了中國許多錢。為了取消中國與泰國之間的協議，鄭昭決定任命扎克里為國王，並假裝死於處決。

## 纪念与传说

### 纪念

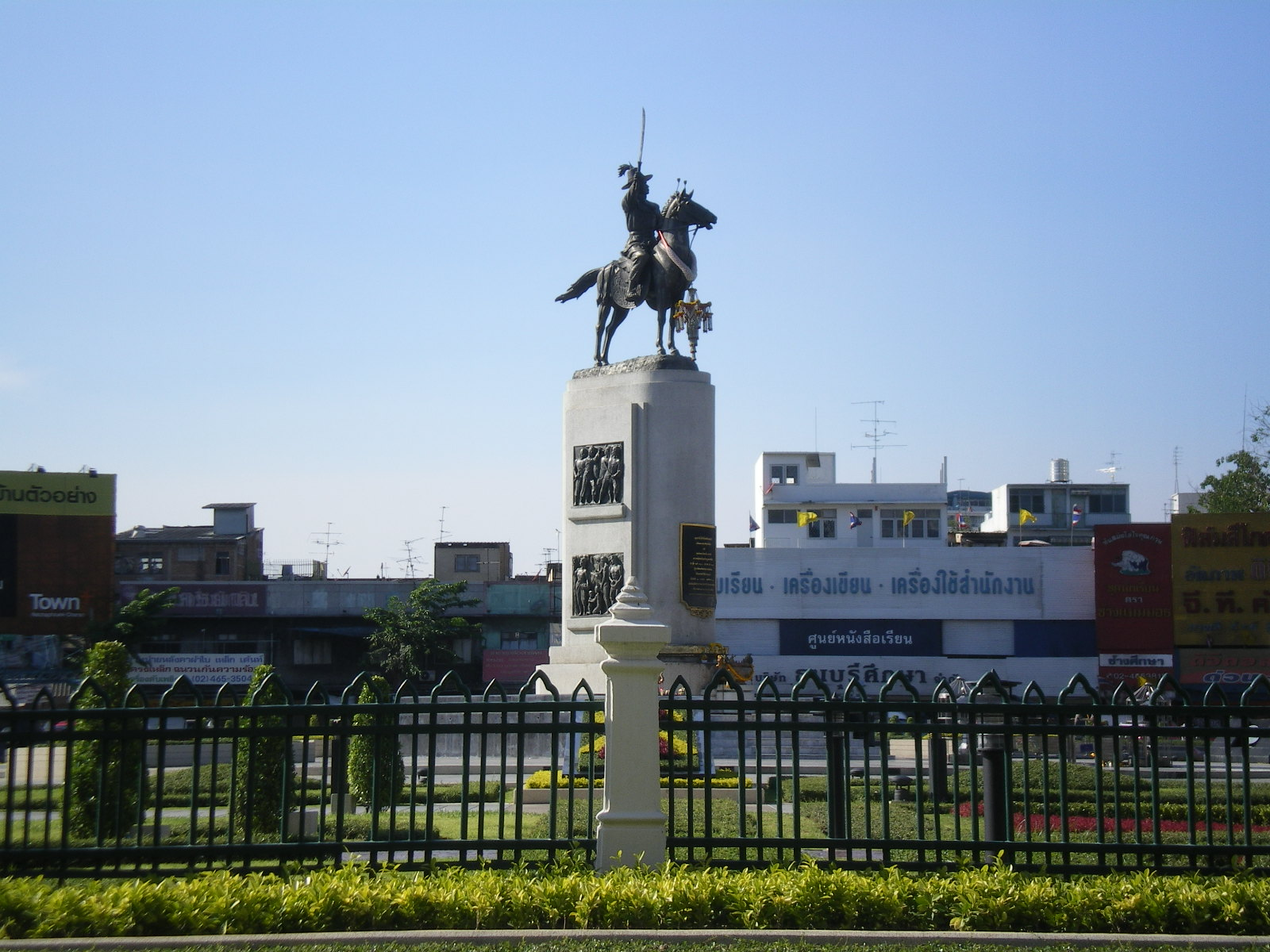
Wongwian Yai的達信大帝像

鄭昭被一些激進的歷史學家認為是一位與阿瑜陀耶王不同的國王，他在出身、政策、領導方式上代表了一個新的階級。在曼谷時期直至暹羅立憲革命，鄭昭據說並不如扎克里王朝國王一樣被高度尊崇，因為扎克里王朝的君主仍然擔心自己的政治合法性。1932年以後，絕對君主制給民主時期讓步，鄭昭開始得到比從前更多的尊崇。相反地，鄭昭成為民族英雄之一。這是因為在另一方面，這時期的領袖鑾披汶·頌堪甚至之後的軍政領袖希望對過去特定歷史人物故事美化和宣傳，以此來支持他們民族主義、擴張主義和愛國主義。
鄭昭的雕像被豎立在Wongwian Yai的中心，位於Prajadhipok、Inthara Phithak、Lat Ya、Somdet Phra Chao Taksin路的交叉口處。鄭昭右手持劍，從帽子至馬腳大約9公尺高，豎立在8.90 × 1.80 × 3.90公尺的混凝土底座上。底座兩側有四個紙灰粉刷的邊框。揭幕儀式於1954年4月17日舉行，每年王室的效忠宣誓集會於12月28日在這裡舉行。今日國王通常來到鄭昭雕像前表示尊重。
莊他武里也有一座達信大帝紀念碑，位於Leab muang路的Toong na-chey公園內，在市政廳對面。此雕像描述鄭昭騎在馬上，圍繞著四位忠實士兵：Pra Chiang-ngen（后為Phraya Sukhothai）、Luang Pichai-asa （後為披耶披猜）、Luang Prom-sena、Luang Raj-saneha。
1981年，泰國內閣通過決議，給鄭昭授予「大帝」的頭銜。為了達到美化泰國歷史上被授予「大帝」頭銜的人物的目的，泰國銀行發行第12版鈔票系列，稱之為「大帝系列」，共發行三種面額：10泰銖、20泰銖和100泰銖。莊他武里Tungnachaey娛樂公園的達信大帝紀念碑於1981年12月28日出現在20泰銖的紙幣上。其加冕的日期12月28日被規定為官方節日鄭王節，以向他致敬，但未被指定為公眾假期。Maw Sukha協會於1999年1月31日鑄造國家護身符的達信救星，以向鄭昭在位期間對暹羅的貢獻致敬。
Na Nagara（或拼作Na Nakorn）家族是鄭昭的男性直系後裔。
泰國皇家海軍護衛艦中有以他名字命名的HTMS Taksin，其是從中國的053H型飛彈護衛艦改造而成。

### 傳說
據泰國民間傳說，郑昭在年幼为僧时，曾同於寺中當沙彌的好友通銮出寺托钵化缘，见一中国算命老先生。算命先生看了手相告诉他们，他们两人将成为国王。他们当然没有认真对待，但后来郑昭果然成为暹罗王，而通銮也真的成为郑昭的继承者拉玛一世。
潮汕民間有鄭昭稱王後以金銀財寶贈送同鄉的傳說。鄭昭在稱王之後，有一位叔父前來覲見，鄭昭贈送給他鹽蒜頭三十壇。叔父憤怒，在船上將二十九壇蒜頭賣了，只剩下一壇運回故鄉，想要以此來證明鄭昭的吝嗇。不料回家後打開一看，才發現蒜頭下填滿了黃金，十分後悔。此傳說的另一個版本稱，鄭昭稱王時，在澄海的鄉親搭船去慶祝。離別時，鄭昭贈送了十八缸禮物給鄉親，千囑萬咐不要中途揭封觀看，回鄉以後再分贈。航行途中，他們忍不住打開看到缸口盛滿鹹菜，大失過望，又打開多缸發現皆為鹹菜，盛怒之下便把十七缸子全丟入海。回到潮州澄海後，眾鄉親都爭相來看剩下唯一的鹹菜缸，才發現鹹菜下面是金銀珠寶。
泰国另一个知名的民间传说是通銮的暹羅札克里王朝只能传到第十世。据说通銮发动政变推翻鄭昭时，遵从泰国的习俗，国王的血不能流到地上，于是鄭昭被装到麻袋里，用檀香木杖敲击头部致死。当鄭昭被装在麻袋里，被活活打死的时候，发下了诅咒说：「夺我王位者，十世而亡。」

## 家族
郑昭有21个儿子和9个女儿：
| - 王子 最（จุ้ย），(即副王因他拉披他) - 王子 昭華·內（สมเด็จเจ้าฟ้าน้อย） - 王子 昭·安帕萬（พระองค์เจ้าอัมพวัน） (即后来的蒙·萬) - 王子 昭華·猜·他沙蓬（สมเด็จเจ้าฟ้าชายทัศพงศ์） (即后来的拍·蓬那林 - 王子 那倫他拉差古曼（สมเด็จเจ้าฟ้าเรนทรราชกุมาร）(即后来的拍·那倫他拉差） - 王子 昭華·他沙派（สมเด็จเจ้าฟ้าทัศไภย） (即后来的拍·因他拉阿派) - 王子 昭華·猜·索潘圖旺（สมเด็จเจ้าฟ้าชายสุพันธุวงศ์） (即后来的蒙門) - 公主 昭華·班乍巴比（สมเด็จเจ้าฟ้าปัญจปาปี） - 王子 昭華·西拉（สมเด็จเจ้าฟ้าศิลา） - 公主 昭華·戈蒙（สมเด็จเจ้าฟ้าโกมล） - 公主 昭華·布帕（สมเด็จเจ้าฟ้าบุปผา） - 王子 昭華·辛哈拉（สมเด็จเจ้าฟ้าสิงหรา） - 王子 昭華·萊（สมเด็จเจ้าฟ้าเล็ก） - 公主 訕里萬（สำลีวรรณ） (即后来的昭宗·曼達·訕里) - 王子 昭猜·翁尼甲（พระองค์เจ้าชายอรนิกา） (即后来的奈·努丹) | - 公主 拍派帕（พระองค์เจ้าประไพพักตร์） - 公主 昭·索馬里（พระองค์เจ้าสุมาลี） - 王子 昭·探龍（พระองค์เจ้าธำรง） - 公主 昭·拉芒（พระองค์เจ้าละมั่ง） - 公主 昭·桑萬（พระองค์เจ้าสังวาลย์） - 王子 昭·坎他翁（พระองค์เจ้าคันธวงศ์） - 王子 昭·梅金（พระองค์เจ้าเมฆินทร์） - 王子 昭·伊辛通（พระองค์เจ้าอิสินธร） - 王子 昭·博（พระองค์เจ้าบัว） - 王子 昭·占朱里（พระองค์เจ้าจามจุรี） - 王子 昭·努登（พระองค์เจ้าหนูแดง） - 公主 昭·索差提（พระองค์เจ้าสุดชาตรี） - 王子 昭·內（พระองค์เจ้าน้อย） (即后来的昭披耶·那空是貪瑪叻 (內·那·那空)) - 王子 昭·通因（พระองค์เจ้าทองอิน） (即后来的昭披耶·那空叻差是瑪 (通因·那·叻差是瑪)) |

此外，拉瑪一世的長女昭華·欽艾是鄭昭的王妃，不過在1779年先於丈夫過世。

### 引用
1. 1 2  《中華百科全書》（1983年典藏版）鄭昭條：「鄭昭，原名信（Sin）。」
2. 1 2  《辞海》（1999年版）郑昭条：“郑昭，原名郑信。”
3. ↑  《大南正編列傳初集·暹羅列傳》：「茫薩長地名鄭國英一名生，清潮洲人，其父偃流寓于暹，爲茫薩長。」
4. ↑  《嘉定城通志·卷之三》：“廣東省潮州府人鄭國華，暹號丕雅新。”
5. 1 2  戴可来、杨保筠校注. . 中州古籍出版社. 1991: 253.
6. ↑  Parkes, p. 770
7. ↑  Woodside, Alexander. . Harvard Univ Asia Center. 1988: 8. ISBN 978-0-674-93721-5 （英语）.
8. ↑  朗苇吉怀根. . 由许云樵翻译. 商务印书馆. : 五.
9. ↑  David K. Wyatt. . Yale University Press. : 140. ISBN 0300035829.
10. ↑  Are we them? The Chinese in 20th-century Thai literature and history （页面存档备份，存于）, pp. 189
11. ↑  . Royal Institute of Thailand.   [2010-03-19]. （原始内容存档于2009-03-03）. Select สิ and enter สิน
12. ↑  . Watchoengthar.igetweb.com.   [2010-03-29]. （原始内容存档于2009-11-09）.
13. ↑  Anthony Webster. . I.B. Tauris. 1998: 156. ISBN 1860641717.
14. ↑  . Wangderm Palace. 2003  [2008-08-02]. （原始内容存档于2002-08-10）.
15. ↑  John Bowman. . Columbia University Press. : 514. ISBN 0231110049.
16. ↑  . Navy.mi.th.   [2010-03-29]. （原始内容存档于2010-07-02）.
17. 1 2  Damrong Rajanubhab, p. 385
18. ↑  . Crma.ac.th.   [2010-03-29]. （原始内容存档于2009-06-22） （泰语）.
19. 1 2  W.A.R.Wood, p. 253
20. ↑  Eoseewong, p. 126
21. ↑  Damrong Rajanubhab, pp. 401–402
22. ↑  Damrong Rajanubhab, pp. 403
23. ↑  Eoseewong, p. 98
24. ↑  Jean Vollant des Verquains History of the revolution in Siam in the year 1688, in Smithies 2002, p.95–96
25. ↑  Damrong Rajanubhab, p. 388
26. 1 2 3  Syamananda, p. 95
27. ↑  Sunthorn Phu. . Kong Toon (กองทุน). 2007: 123–124. ISBN 978-974-482-064-8 （泰语）.
28. ↑  Prince Chula, p.74
29. ↑  . My Bangkok Holiday Online | Affordable Hotels in Bangkok. 2018-12-07  [2024-12-22] （美国英语）.
30. ↑  Wyatt, p.141
31. ↑  Syamananda, p. 94
32. ↑  Wood, p. 254
33. ↑  Damrong Rajanubhab, pp. 414–415
34. ↑  Damrong Rajanubhab, pp. 418–419
35. ↑  Damrong Rajanubhab, pp. 423–424
36. ↑  Damrong Rajanubhab, pp. 411–414
37. ↑  Damrong Rajanubhab, p. 462
38. 1 2 3  Wood, pp. 265–266
39. ↑  Damrong Rajanubhab, pp. 491–492
40. 1 2  Damrong Rajanubhab, pp. 493–495
41. ↑  Wood, pp. 259–260
42. ↑  Damrong Rajanubhab, p. 435
43. ↑  Wood, pp. 260–261
44. ↑  Damrong Rajanubhab, p. 438
45. ↑  Damrong Rajanubhab, p. 444
46. 1 2  Wood, pp. 263–264
47. ↑  Damrong Rajanubhab, p. 530
48. ↑  Norman G. Owen. . National University of Singapore Press. : 94. ISBN 9971-69-328-3.
49. ↑  Wood, pp. 257–258
50. ↑  Damrong Rajanubhab, p. 427
51. ↑  Moura, Jean. . E. Leroux. 1883: 88 （法语）.
52. 1 2  . กรุงเทพฯ: โรงพิมพ์มหาวิทยาลัยธรรมศาสตร์. : 1-23  [2020-09-20]. ISBN 978-616-7308-25-8. （原始内容存档于2019-06-14）.
53. 1 2  陳仲金，《越南史略·第二卷·第六章》
54. ↑  Barnes, p. 74
55. ↑  Cooke, Nola; Li, Tana. . Rowman & Littlefield. 2004: 105. ISBN 978-0-7425-3083-6 （英语）.
56. ↑   (PDF).   [2018-12-11]. （原始内容 (PDF)存档于2018-12-05）.
57. 1 2 3  大南列傳前編·卷六
58. ↑  Roy, Edward Van. . Flipside Digital Content Company Inc. 2018-02-14: 265. ISBN 978-981-4762-85-4 （英语）.
59. 1 2  陳仲金，《越南史略·第二卷·第八章》
60. ↑  Wood, p. 268
61. 1 2  Wyatt, p. 143
62. ↑  （泰文） Collected History Part 65. Bangkok, 1937, p. 87
63. ↑  Stuart-Fox, Martin. . Allen & Unwin. 2003: 114. ISBN 978-1-86448-954-5 （英语）.
64. ↑  Lintner, p. 234
65. ↑  Baker,Phongpaichit, p. 32
66. ↑  Editors of Time Out, p. 84
67. ↑  Handley, p. 27
68. ↑   (PDF).   [2010-03-29]. （原始内容 (PDF)存档于2011-04-28）.
69. ↑  .   [2010-03-29]. （原始内容存档于2011-04-28）.
70. ↑  Amolwan Kiriwat. Khon:Masked dance drama of the Thai Epic Ramakien 的存檔，存档日期April 28, 2011，..'.' Retrieved October 6, 2009.
71. ↑  Pattama Wattanapanich: The Study of the characteristics of the court dance drama in the reign of King Taksin the Great, 210 pp.
72. ↑  Sunthorn Na-rangsi. Administration of the Thai Sangha: past, present and future （页面存档备份，存于）.'.' Retrieved October 6, 2009.
73. ↑  Eric Tagliacozzo, Wen-chin Chang, Chinese Circulations: Capital, Commodities, and Networks in Southeast Asia （页面存档备份，存于）, p. 151
74. ↑  《清實錄·高宗實錄》卷一千三十六至一千一百四十，乾隆四十二年七月乙亥至四十六年九月辛丑
75. ↑  .   [2019-07-05]. （原始内容存档于2019-03-21）.
76. ↑  《清史稿·卷528》
77. ↑  黄璧蕴. .   [2019-03-13]. （原始内容存档于2019-06-14）.
78. ↑  Sarasin Viraphol, Tribute and Profit: Sino–Siamese Trade, 1652–1853 (Cambridge, Mass., 1977), p.144, citing a writing by King Mongkut, dated 1853, from the Thai National Library.
79. ↑  François Henri Turpin, History of the Kingdom of Siam, trans. B.O.Cartwright (Bangkok, 1908), pp. 178–179; original French ed., 1771.
80. ↑  Pimpraphai Pisalbutr. . Nanmee Books. 2001: 93. ISBN 974-472-331-9 （泰语）.
81. ↑  Craig J. Reynolds (1920). . Cornel University., p. 33
82. ↑  Journal of M. Descourvieres, (Thonburi). Dec.21, 1782; in Launay, Histoire, p. 309.
83. ↑  Rough Guides. . Rough Guides. 2000: 823. ISBN 1-85828-553-4.
84. 1 2  Chris Baker; Pasuk Phongpaichit. . Cambridge University Press. : 268  [2018-11-30]. ISBN 978-1-107-19076-4. （原始内容存档于2019-06-14）.
85. ↑  Nidhi Eoseewong. (1986). Thai politics in the reign of the King of Thon Buri. Bangkok : Arts & Culture Publishing House. pp. 575.
86. ↑  Prida Sichalalai. (1982, December). "The last year of King Taksin the Great". Arts & Culture Magazine, (3, 2).
87. ↑  Wyatt, p. 145; Siamese/Thai history and culture–Part 4 （页面存档备份，存于）
88. ↑  《大南正編列傳初集·卷三十二》
89. ↑  . : 47–49  [2019-03-13]. （原始内容存档于2019-06-14） （法语）.
90. ↑  Nidhi Eoseewong, p. 55
91. ↑  Hamilton, p. 42
92. ↑  Syamananda, p. 98–99
93. ↑  ทศยศ กระหม่อมแก้ว.  . Bangkok: สำนักพิมพ์ร่วมด้วยช่วยกัน. : 176. ISBN 978-974-7303-62-9 （泰语）.
94. ↑  Donald K. Swearer. . Princeton University Press. 2004: 235. ISBN 0691114358.
95. ↑  Sarawasi Mekpaiboon, Sirichoke Lertyaso (in Thai). NATIONAL GEOGRAPHIC No.77, December 2007. Bangkok : Amarin Printing And Publishing Public Company Limited, p.57
96. ↑  Wararat; Sumit. . Banknotes > History and Series of Banknotes > Banknotes, Series 12. Bank of Thailand. 2012-02-23  [2013-06-07]. （原始内容存档于2019-05-18）. 20 Baht Back—Notification Date November 2, 1981 Issue Date December 28, 1981
97. ↑  Swearer, p. 235
98. ↑  Dickinson, p. 64
99. ↑  Handley, p. 466
100. ↑  พระราชวรวงศ์เธอ กรมหมื่นพิทยาลงกรณ์.  . Bangkok: สำนักพิมพ์คลังวิทยา. : 54–58 （泰语）.
101. ↑  《暹罗王郑昭传》第六页
102. ↑  四十二梅居士《鄭昭傳》
103. ↑  .   [2011-04-23]. （原始内容存档于2012-05-28）.
104. ↑  . news.wmxa.cn.   [2020-10-11]. （原始内容存档于2020-10-17）.
105. ↑  ธำรงศักดิ์ อายุวัฒนะ.  . Bangkok: สำนักพิมพ์บรรณกิจ. : 490. ISBN 974-222-648-2 （泰语）.

### 書目
- Anthony Webster. . I.B. Tauris. 1998. ISBN 1-86064-171-7.
- Bertil Lintner. . Macmillan Publishers. 2003. ISBN 1-4039-6154-9.
- Carl Parkes. . Avalon Travel Publishing. 2001. ISBN 1-56691-337-3.
- Chris Baker, Pasuk Phongpaichit. . Cambridge University Press. 2005. ISBN 0-521-81615-7.
- Chula Chakrabongse, Prince. . Alvin Redman Limited.
- Damrong Rajanubhab, Prince. . Matichon. 1920. ISBN 978-974-02-0177-9 （泰语）.
- David K. Wyatt. . Yale University Press. 1984. ISBN 0-300-03582-9.; Siamese/Thai history and culture–Part 4
- Donald K. Swearer. . Princeton University Press. 2004. ISBN 0-691-11435-8.
- Editors of Time Out. . Time Out. 2007. ISBN 1-84670-021-3.
- Gary G. Hamilton. . Routledge. 2006. ISBN 0-415-15704-8.
- Nidhi Eoseewong. . Matichon. 2007. ISBN 978-974-02-0177-9 （泰语）.
- Paul M. Handley. . London : Country Life. ISBN 0-300-10682-3.
- Prida Sichalalai. (December 1982). "The last year of King Taksin the Great". Arts & Culture Magazine, (3, 2).
- Rong Syamananda. . Chulalongkorn University. 1990. ISBN 974-07-6413-4.
- Thomas J. Barnes. . Xlibris Corporation. 2000-03-03. ISBN 0-7388-1818-6.
- W.A.R. Wood. . Chiengmai. 1924.
- William B. Dickinson. . Congressional Quarterly. 1966.

## 外部連結
- 泰国国王和他的汕头澄海故里
- King Taksin the Great—Saviour of the Thai Nation （页面存档备份，存于）
- Royal Thai Navy Headquarters, Phra Racha Wang Derm
- phrachaokrungthon.com
- KING TAKSIN DAY （页面存档备份，存于） Ministry of Culture, Thailand.
- King Taksin rides again